# Iharos
Iharos je selo u južnoj zapadnoj Mađarskoj.
Zauzima površinu od 22,68 km četvornih.

## Zemljopisni položaj
Nalazi se na 46° 20′ 47,29″ sjeverne zemljopisne širine i 17° 6′ 3,82″ istočne zemljopisne dužine. 14 je km udaljeno od granice s Hrvatskom.
Berinja je sjeverno, Agnezlački arboretum je zapadno, Inke je sjeveroistočno, šuma Baláta-tó i Kaszó su istočno-jugoistočno, Čičovec je jugoistočno, Čurguj je južno, Csurgónagymarton je južno-jugozapadno, Sekral, Porrog i Supal su jugozapadno, Bikežda, Šur i  Nemespátró su zapadno-jugozapadno, Blezna i Lisov su zapadno, Miklušec i Miklušečki arboretum su sjeverozapadno.

## Upravna organizacija
Nalazi se u Čurgujskoj mikroregiji u Šomođskoj županiji. Poštanski broj je 8726.

## Promet
Državna cestovna prometnica br. 61 prolazi 1 km sjeverno.

## Stanovništvo
Iharos ima 501 stanovnika (2001.). Skoro svi su Mađari. 8,4% je Roma.

## Vanjske poveznice
- (mađarski) Iharos